# 1787 w literaturze
Wydarzenia literackie w 1787 roku.

## Wydarzenia
- 15 stycznia – Ann Ward wychodzi za Williama Radcliffe’a, przyjmując nazwisko, pod którym będzie znana jako autorka powieści gotyckich[1]
- 29 sierpnia – w Hamburgu miała miejsce prapremiera dramatu Don Carlos Friedricha Schillera
- Friedrich Schiller przybywa do Weimaru.

## Nowe książki
- Jacques-Henri Bernardin de Saint-Pierre – Paweł i Wirginia
- Mary Wollstonecraft – Thoughts on the Education of Daughters

## Nowe dramaty
- Friedrich Schiller – Don Carlos

## Urodzili się
- 26 kwietnia – Ludwig Uhland, niemiecki poeta (zm. 1862)
- 16 grudnia – Mary Russell Mitford, angielska powieściopisarka (zm. 1855)

## Zmarli
- 11 kwietnia – Tomasz Kajetan Węgierski, polski poeta epoki Oświecenia (ur. 1756)
- 28 października – Johann Karl August Musäus, niemiecki pisarz, satyryk, autor literatury dla dzieci (ur. 1735)